# Teglværkssøen
Teglværkssøen oprindelig Visborg Teglværkssø er en 10.000 m² stor sø og fiskepark,  i Industri Øst i Hadsund beliggende 2 km øst for Hadsunds Centrum, og 200 m vest for Visborg i Mariagerfjord Kommune.
Søen, der er en tidligere lergrav. Her udsættes dagligt ørreder. Ved søen finder man borde og bænke.